# 博克斯塔尔站
博克斯塔尔站（法語：Gare de Bockstael）是比利时布鲁塞尔首都大区布鲁塞尔的鐵路車站，位于比利时50号铁路线上。该站附近建有同名地铁站。

## 名称
该站得名于附近的埃米尔·博克斯塔尔大道（Boulevard Émile Bockstael/Emile Bockstaellaan），其以拉肯末任市长埃米尔·博克斯塔尔命名。

## 列车服务
该站提供以下列车服务：
- 布鲁塞尔城市快铁（法语：Réseau express régional bruxellois） (S3) 登德尔蒙德 - 布鲁塞尔 - 登德尔莱乌 - 佐特海姆 - 奥德纳尔德（周一至周五）
- 布鲁塞尔城市快铁 (S4) 阿尔斯特 - 登德尔莱乌 - 布鲁塞尔卢森堡 (- 埃特贝克 - 梅罗德 - 维尔福德)（周一至周五）
- 布鲁塞尔城市快铁 (S10) 登德尔蒙德 - 布鲁塞尔 - 登德尔莱乌 - 阿尔斯特